# 拉普什尼克战俘营
拉普什尼克战俘营是一个拘留营（也是监狱），由科索沃战争期间在科索沃中部格洛戈瓦茨市附近的阿尔巴尼亚激进组织科索沃解放军設立。该监狱于1998年初投入使用，在戰俘營中的囚犯時常遭受恐吓、暴力，甚至有人遭到殺害。受害者既有塞尔维亚人，也有阿尔巴尼亚人。

## 历史
根据早期的起诉书：1998年初，科索沃解放军在法特米尔·利马吉和伊萨克·穆斯留的指挥下，将营地中的什蒂姆列、格洛戈瓦茨和利普连的塞族和阿尔巴尼亚平民拘留了很长时间。7月25日或26日，南斯拉夫军队在拉普什尼克开始前进时，科军放弃了这座集中营。

## 起诉
2003年，前南斯拉夫国际刑事法庭（ICTY）起诉了法特米尔·利马吉、伊萨克·穆斯留和哈拉丁·巴拉。
2005年11月，除哈拉丁·巴拉之外的所有集中营守卫都获得释放。巴拉是营地的一名警卫，他被判处13年监禁，罪名是基于政治、种族和宗教的迫害，以及残酷的待遇、谋杀，以及他在维持和执行营地的非人道条件方面所起的作用。
虽然囚犯的确切人数未知，但哈拉丁·巴拉和另外两名警卫在山上处决了9人。